# جلفا
جلفا (بالفارسية: جلفا) هي منطقة سكنية تقع في إيران في البلدة المركزية. يقدر عدد سكانها بـ 4,983 نسمة .